# تاکویا هاشیگوچی
تاکویا هاشیگوچی (انگلیسی: Takuya Hashiguchi؛ زادهٔ ۲۷ سپتامبر ۱۹۹۴) بازیکن فوتبال اهل ژاپن است.
از باشگاه‌هایی که در آن بازی کرده‌است می‌توان به باشگاه فوتبال کاشیوا ریسول اشاره کرد.